# Kyrkogårdsiris
Kyrkogårdsiris (Iris albicans) är en  växtart inom familjen irisväxter från Arabiska halvön. Arten kan odlas som prydnadsväxt, men är dåligt härdig i Sverige.